# Campionato europeo femminile di pallacanestro 1966
Il 10º Campionato Europeo Femminile di Pallacanestro FIBA si è svolto in Romania dal 2 al 9 ottobre 1966.

## Risultati

### Turno preliminare

#### Gruppo A
| Team              | V - P | Pts | PF - PS   | +/-  |
| ----------------- | ----- | --- | --------- | ---- |
| 1. Cecoslovacchia | 5 - 0 | 10  | 362 - 239 | +123 |
| 2. Germania Est   | 4 - 1 | 9   | 381 - 287 | +94  |
| 3. Bulgaria       | 3 - 2 | 8   | 308 - 268 | +40  |
| 4. Jugoslavia     | 2 - 3 | 7   | 360 - 342 | +18  |
| 5. Francia        | 1 - 4 | 6   | 250 - 315 | -65  |
| 6. Germania       | 0 - 5 | 5   | 206 - 416 | -210 |

| 2 ottobre 1966, ore 17:30 UTC+2 | Germania Est | 105 – 51 (37-17) | Germania |  |

| 2 ottobre 1966, ore 18:50 UTC+2 | Bulgaria | 63 – 56 (26-24) | Francia |  |

| 2 ottobre 1966, ore 20:10 UTC+2 | Cecoslovacchia | 74 – 56 (30-21) | Jugoslavia |  |

| 3 ottobre 1966, ore 17:00 UTC+2 | Germania | 30 – 75 (15-32) | Bulgaria |  |

| 3 ottobre 1966, ore 18:20 UTC+2 | Francia | 60 – 74 (36-31) | Jugoslavia |  |

| 3 ottobre 1966, ore 19:40 UTC+2 | Germania Est | 54 – 69 (28-26) | Cecoslovacchia |  |

| 4 ottobre 1966, ore 17:00 UTC+2 | Germania | 33 – 87 (12-45) | Cecoslovacchia |  |

| 4 ottobre 1966, ore 18:20 UTC+2 | Francia | 45 – 72 (19-27) | Germania Est |  |

| 4 ottobre 1966, ore 19:40 UTC+2 | Bulgaria | 67 – 55 (31-29) | Jugoslavia |  |

| 5 ottobre 1966, ore 17:00 UTC+2 | Germania | 39 – 48 (25-16) | Francia |  |

| 5 ottobre 1966, ore 18:20 UTC+2 | Germania Est | 88 – 74 (39-29) | Jugoslavia |  |

| 5 ottobre 1966, ore 19:40 UTC+2 | Bulgaria | 55 – 65 (23-35) | Cecoslovacchia |  |

| 6 ottobre 1966, ore 17:00 UTC+2 | Germania | 53 – 101 (27-55) | Jugoslavia |  |

| 6 ottobre 1966, ore 18:20 UTC+2 | Francia | 41 – 67 (19-37) | Cecoslovacchia |  |

| 6 ottobre 1966, ore 19:40 UTC+2 | Bulgaria | 48 – 62 (24-30) | Germania Est |  |

#### Gruppo B
| Team                | V - P | Pts | PF - PS   | +/-  |
| ------------------- | ----- | --- | --------- | ---- |
| 1. Unione Sovietica | 5 - 0 | 10  | 385 - 229 | +156 |
| 2. Romania          | 4 - 1 | 9   | 365 - 309 | +56  |
| 3. Polonia          | 3 - 2 | 8   | 345 - 284 | +61  |
| 4. Paesi Bassi      | 2 - 3 | 7   | 283 - 353 | -70  |
| 5. Italia           | 1 - 4 | 6   | 236 - 328 | −92  |
| 6. Ungheria         | 0 - 5 | 5   | 245 - 356 | −111 |

| 2 ottobre 1966, ore 17:00 UTC+2 | Polonia | 72 – 52 (34-25) | Ungheria |  |

| 2 ottobre 1966, ore 18:20 UTC+2 | Unione Sovietica | 87 – 26 (35-15) | Italia |  |

| 2 ottobre 1966, ore 20:10 UTC+2 | Romania | 86 – 67 (36-25) | Paesi Bassi |  |

| 3 ottobre 1966, ore 17:00 UTC+2 | Italia | 45 – 48 (18-23) | Paesi Bassi |  |

| 3 ottobre 1966, ore 18:20 UTC+2 | Unione Sovietica | 78 – 33 (39-18) | Ungheria |  |

| 3 ottobre 1966, ore 19:40 UTC+2 | Polonia | 64 – 66 (35-35) | Romania |  |

| 4 ottobre 1966, ore 17:00 UTC+2 | Unione Sovietica | 76 – 45 (34-20) | Paesi Bassi |  |

| 4 ottobre 1966, ore 18:20 UTC+2 | Italia | 48 – 73 (20-34) | Polonia |  |

| 4 ottobre 1966, ore 19:40 UTC+2 | Ungheria | 45 – 73 (21-39) | Romania |  |

| 5 ottobre 1966, ore 17:00 UTC+2 | Paesi Bassi | 50 – 76 (21-34) | Polonia |  |

| 5 ottobre 1966, ore 18:20 UTC+2 | Unione Sovietica | 76 – 65 (21-27) | Romania |  |

| 5 ottobre 1966, ore 19:40 UTC+2 | Ungheria | 45 – 60 (24-35) | Italia |  |

| 6 ottobre 1966, ore 17:00 UTC+2 | Ungheria | 70 – 73 (39-31) | Paesi Bassi |  |

| 6 ottobre 1966, ore 18:20 UTC+2 | Unione Sovietica | 68 – 60 (34-26) | Polonia |  |

| 6 ottobre 1966, ore 19:40 UTC+2 | Italia | 57 – 75 (23-38) | Romania |  |

### Fase finale

#### Classificazione 9º-12º posto
|  | Semifinali Nono-Undicesimo posto | Semifinali Nono-Undicesimo posto | Semifinali Nono-Undicesimo posto |        |          | Nono Posto       | Nono Posto       | Nono Posto       |  |
|  |                                  |                                  |                                  |        |          |                  |                  |                  |  |
|  | Germania                         | Germania                         | 50                               |        |          |                  |                  |                  |  |
|  | Germania                         | Germania                         | 50                               |        |          |                  |                  |                  |  |
|  | Italia                           | Italia                           | 63                               |        |          |                  |                  |                  |  |
|  | Italia                           | Italia                           | 63                               |        | Ungheria | Ungheria         | 65               |                  |  |
|  |                                  |                                  |                                  |        | Ungheria | Ungheria         | 65               |                  |  |
|  |                                  |                                  | Italia                           | Italia | 57       |                  |                  |                  |  |
|  | Francia                          | Francia                          | Italia                           | Italia | 57       | 65               |                  |                  |  |
|  | Francia                          | Francia                          |                                  |        |          | 65               |                  |                  |  |
|  | Ungheria                         | Ungheria                         | 66                               |        |          | Undicesimo Posto | Undicesimo Posto | Undicesimo Posto |  |
|  | Ungheria                         | Ungheria                         | 66                               |        |          |                  |                  |                  |  |
|  |                                  |                                  |                                  |        |          |                  |                  |                  |  |
|  |                                  |                                  |                                  |        |          | Francia          | Francia          | 71               |  |
|  |                                  |                                  |                                  |        |          | Francia          | Francia          | 71               |  |
|  |                                  |                                  |                                  |        |          | Germania         | Germania         | 43               |  |

| 8 ottobre 1966, ore 9:00 UTC+2 | Italia | 63 – 50 (25-18) | Germania |  |

| 8 ottobre 1966, ore 9:20 UTC+2 | Francia | 65 – 66 (31-32) | Ungheria |  |

| 9 ottobre 1966, ore 9:00 UTC+2 | Francia | 71 – 43 (34-21) | Germania |  |

| 9 ottobre 1966, ore 9:00 UTC+2 | Italia | 57 – 65 (26-33) | Ungheria |  |

#### Classificazione 5º-8º posto
|  | Semifinali Quinto-Ottavo posto | Semifinali Quinto-Ottavo posto | Semifinali Quinto-Ottavo posto |            |             | Quinto Posto  | Quinto Posto  | Quinto Posto  |  |
|  |                                |                                |                                |            |             |               |               |               |  |
|  | Polonia                        | Polonia                        | 67                             |            |             |               |               |               |  |
|  | Polonia                        | Polonia                        | 67                             |            |             |               |               |               |  |
|  | Jugoslavia                     | Jugoslavia                     | 70                             |            |             |               |               |               |  |
|  | Jugoslavia                     | Jugoslavia                     | 70                             |            | Paesi Bassi | Paesi Bassi   | 66            |               |  |
|  |                                |                                |                                |            | Paesi Bassi | Paesi Bassi   | 66            |               |  |
|  |                                |                                | Jugoslavia                     | Jugoslavia | 57          |               |               |               |  |
|  | Bulgaria                       | Bulgaria                       | Jugoslavia                     | Jugoslavia | 57          | 53            |               |               |  |
|  | Bulgaria                       | Bulgaria                       |                                |            |             | 53            |               |               |  |
|  | Paesi Bassi                    | Paesi Bassi                    | 56                             |            |             | Settimo Posto | Settimo Posto | Settimo Posto |  |
|  | Paesi Bassi                    | Paesi Bassi                    | 56                             |            |             |               |               |               |  |
|  |                                |                                |                                |            |             |               |               |               |  |
|  |                                |                                |                                |            |             | Bulgaria      | Bulgaria      | 70            |  |
|  |                                |                                |                                |            |             | Bulgaria      | Bulgaria      | 70            |  |
|  |                                |                                |                                |            |             | Polonia       | Polonia       | 56            |  |

| 8 ottobre 1966, ore 10:40 UTC+2 | Jugoslavia | 70 – 67 (29-34) | Polonia |  |

| 8 ottobre 1966, ore 17:00 UTC+2 | Bulgaria | 53 – 56 (32-32) | Paesi Bassi |  |

| 9 ottobre 1966, ore 15:00 UTC+2 | Bulgaria | 70 – 56 (30-25) | Polonia |  |

| 9 ottobre 1966, ore 16:20 UTC+2 | Paesi Bassi | 66 – 57 (31-16) | Jugoslavia |  |

#### Classificazione 1º-4º posto
|  | Semifinali Primo-Quarto posto | Semifinali Primo-Quarto posto | Semifinali Primo-Quarto posto |                |                  | Primo Posto      | Primo Posto  | Primo Posto |  |
|  |                               |                               |                               |                |                  |                  |              |             |  |
|  | Germania Est                  | Germania Est                  | 69                            |                |                  |                  |              |             |  |
|  | Germania Est                  | Germania Est                  | 69                            |                |                  |                  |              |             |  |
|  | Unione Sovietica              | Unione Sovietica              | 93                            |                |                  |                  |              |             |  |
|  | Unione Sovietica              | Unione Sovietica              | 93                            |                | Unione Sovietica | Unione Sovietica | 74           |             |  |
|  |                               |                               |                               |                | Unione Sovietica | Unione Sovietica | 74           |             |  |
|  |                               |                               | Cecoslovacchia                | Cecoslovacchia | 66               |                  |              |             |  |
|  | Romania                       | Romania                       | Cecoslovacchia                | Cecoslovacchia | 66               | 54               |              |             |  |
|  | Romania                       | Romania                       |                               |                |                  | 54               |              |             |  |
|  | Cecoslovacchia                | Cecoslovacchia                | 83                            |                |                  | Terzo Posto      | Terzo Posto  | Terzo Posto |  |
|  | Cecoslovacchia                | Cecoslovacchia                | 83                            |                |                  |                  |              |             |  |
|  |                               |                               |                               |                |                  |                  |              |             |  |
|  |                               |                               |                               |                |                  | Germania Est     | Germania Est | 65          |  |
|  |                               |                               |                               |                |                  | Germania Est     | Germania Est | 65          |  |
|  |                               |                               |                               |                |                  | Romania          | Romania      | 60          |  |

| 8 ottobre 1966, ore 18:20 UTC+2 | Unione Sovietica | 93 – 69 (47-40) | Germania Est |  |

| 8 ottobre 1966, ore 19:40 UTC+2 | Romania | 54 – 83 (28-36) | Cecoslovacchia |  |

| 9 ottobre 1966, ore 17:40 UTC+2 | Romania | 60 – 65 (24-29) | Germania Est |  |

| 9 ottobre 1966, ore 19:00 UTC+2 | Cecoslovacchia | 66 – 74 (37-44) | Unione Sovietica |  |

## Classifica finale
| Campione d'Europa | Campione d'Europa | Campione d'Europa |
| --- | ----------------- | --- |
| Unione Sovietica4 Poznanskaja, 5 Pyrkova, 6 Magidson, 7 Salimova, 8 Michajlova, 9 Kukanova, 10 Orel, 11 Smildziņa, 12 Voronina, 13 Jukelienė, 14 Ravdone, 15 Čijanova, All. Lidija Alekseeva |                   | |
| Argento | Cecoslovacchia    | Cecoslovacchia5 Richterová, 6 Soukupová, 7 Melicharová, 8 Zvolenská, 9 Kuchařová, 10 Rumlerová, 11 Jošková, 12 Mikulášková, 13 Holková, 14 Koťátková, 15 Jindrová, 16 Staršia, All. Miloslav Kříž |
| Bronzo | Germania Est      | Germania Est4 Paulik, 5 Schaal, 6 Krause, 7 Ameis, 8 Fleischer, 9 Venzke, 10 Zimmermann, 11 Kühn, 12 Brüning, 13 Liese, 14 Thieme, 15 Bartholomäus, All. Dietrich Laabs                           |
| 4. | Romania           | Romania4 Horvath, 5 Pruncu, 6 Dumitrescu, 7 Antonescu, 8 Kraus, 9 Ivanovici, 10 Diaconescu, 11 Vogel, 12 Gheorghe, 13 Firimide, 14 Suliman, 15 Simon, All. Sigismund Ferencz                      |
| 5. | Paesi Bassi       | Paesi Bassi4 Voets, 5 van der Heyden, 6 Schouten, 7 de Groot, 8 van Ham, 9 van der Lugt, 10 Duijf, 11 Vonkeman, 12 Hoek, 13 Nolting, 14 Siebenlist, 15 van Wijk, All. Jan Burgert                 |
| 6. | Jugoslavia        | Jugoslavia4 Bremec, 5 Kalenić, 6 Bašić, 7 Đoković, 8 Selimović, 9 Meglaj, 10 Radovanović, 11 Stošić, 12 Veger, 13 Zagorka, 14 Bebić, 15 Buljan, All. Ladislav Demšar                              |
| 7. | Bulgaria          | Bulgaria4 Nikolova, 5 Damjanova, 6 Dineva, 7 Manikova, 8 Nestorova, 9 V. Popova, 10 Novkova, 11 Vojnova, 12 Penekova, 13 Bojanova, 14 E. Popova, 15 Antonova, All. -                              |
| 8. | Polonia           | Polonia4 K. Pabjańczyk, 5 Szostak, 6 Fromm, 7 Górka, 8 Mikulska, 9 Rospondek, 10 Z. Pabjańczyk, 11 Nizielska, 12 Iwanow, 13 Wojtal, 14 Majde, 15 Matejko, All. Ludwik Miętta-Mikołajewicz         |
| 9. | Ungheria          | Ungheria4 Czégai, 5 Tríz, 6 Kovács, 7 Kathona, 8 Elekes, 9 Rátvay, 10 Markovits, 11 Túri, 12 Thúróczy, 13 Nagykardos, 14 Bakk, 15 Stefancsik, All. Ferenc Bánki                                   |
| 10. | Italia            | Italia4 Masetti, 5 Pausich, 6 Geroni, 7 Persi, 8 Cirio, 9 Grisotto, 10 Del Mestre, 11 Crocitto, 12 Zambon, 13 Alderighi, 14 Toriser, 15 Bognolo, All. -                                           |
| 11. | Francia           | Francia4 Stephan, 5 Verots, 6 Chevalier, 7 Cator, 8 Delachet, 9 Monnerais, 10 Chazalon, 11 Prugneau, 12 Guinchard, 13 Peter, 14 Passemard, 15 Robert, All. Georgette Coste                        |
| 12. | Germania Ovest    | Germania Ovest4 Stein, 5 Buttner, 6 Kohl, 8 Schaefer, 9 Horst, 10 Nowitzki, 11 Eberhardt, 12 Schraff, 13 Kiesling, 14 Spille, 15 Pallas, 16 Hallebrand, All. Jochen Reiche                        |